# Holt und Haar
Holt und Haar ist eine Bauerschaft an der niederländischen Grenze in der Grafschaft Bentheim in Niedersachsen und gehört zur Stadt Bad Bentheim.

## Geographie
Holt und Haar liegt zwischen Nordhorn und Gronau.

## Geschichte
Bis 1962 war die Bauerschaft Holt und Haar eine Einheitsgemeinde. Für das Jahr 1950 ist eine Einwohnerzahl von 175 dokumentiert. 1962 schloss sich Holt und Haar mit den Gemeinden Achterberg, Hagelshoek, Waldseite, Westenberg und Gildehaus zur Samtgemeinde Gildehaus zusammen. Seit der Gemeindegebietsreform vom 1. März 1974 gehören alle ehemaligen Gemeinden der Samtgemeinde Gildehaus zur Stadt Bentheim, seit 1979 Bad Bentheim.

## Politik
Nach der Eingemeindung wurde Holt und Haar zu einer Ortschaft nach dem Niedersächsischen Kommunalverfassungsgesetz. Der Rat der Stadt beruft daher einen Ortsvorsteher, der sich um die Belange der Ortschaft kümmert und die Stadtverwaltung sowie die Gremien des Rates in allen Fragen unterstützt, die die Ortschaft betrifft. Ortsvorsteher von Holt und Haar ist Hermann Holtschulte.